# AS Roma 1928/1929
Sezon 1928/1929 klubu AS Roma.

## Sezon
Z klubu odszedł prezes Italo Foschi, a na jego miejsce przybył Renato Sacerdoti. Do zespołu sprowadził m.in. Fulvio Bernardiniego z Ambrosi i Rodolfo Volka z Fiumana. Obaj stali się gwiazdami zespołu, który zajął 3. miejsce w mistrzostwach Włoch.

## Rozgrywki
- Campionato Italiano: 3. pozycja

## Skład i ustawienie zespołu
| W sezonie 1928/1929      |                    |                |       |      |
| Imię i nazwisko          | Kraj               | Data urodzenia | Mecze | Gole |
| Trener                   |                    |                |       |      |
| William Garbutt          | Anglia             | 09.01.1883     |       |      |
| Bramkarze                |                    |                |       |      |
| Bruno Ballante           | Włochy             | 15.04.1906     | 30    | 0    |
| Obrońcy                  |                    |                |       |      |
| Angelo Barzan            | Włochy             | 1901           | 23    | 1    |
| Giorgio Carpi            | Włochy             | 01.11.1909     | 5     | 0    |
| Attilio Corbyons         | Włochy             | 1900           | 11    | 1    |
| Giovanni Degni           | Włochy             | 28.09.1900     | 19    | 0    |
| Mario De Micheli         | Włochy             | 03.02.1906     | 14    | 0    |
| Attilio Mattei           | Włochy             | 16.10.1902     | 12    | 0    |
| Pomocnicy                |                    |                |       |      |
| Oreste Benatti           | Włochy             | 11.04.1906     | 30    | 2    |
| Fulvio Bernardini        | Włochy             | 28.12.1905     | 26    | 10   |
| Mario Bossi              | Włochy             | 23.01.1909     | 22    | 1    |
| Raffaele D’Aquino        | Włochy             | 23.11.1903     | 29    | 1    |
| Cesare Augusto Fasanelli | Włochy             | 10.05.1907     | 27    | 14   |
| Attilio Ferraris         | Włochy             | 23.06.1904     | 29    | 1    |
| Bruno Ricci              | Włochy             | 1910           | 1     | 0    |
| Pierino Rovida           | Włochy             | 1898           | 5     | 0    |
| Napastnicy               |                    |                |       |      |
| Mario Bussich            | Włochy/ Jugosławia | 1898           | 2     | 0    |
| Arturo Chini Ludueña     | Argentyna          | 21.10.1904     | 27    | 14   |
| Fernando Eusebio         | Włochy             | 13.08.1910     | 2     | 0    |
| Rodolfo Volk             | Włochy             | 14.01.1906     | 30    | 24   |